# Matthew Brennan
Stephen Matthew Brennan (født 6. august 2005 i Darlington) er en cykelrytter fra England, der kører for Team Visma | Lease a Bike.